# 알마와시
알마와시(Al-Mawasi, Rafah, 아랍어: المواصي)는 가자 지구의 비옥한 농업 지역으로 폭이 약 1km, 길이가 14km이다. 2005년 이스라엘의 일방적인 철수 계획 이전에는 이스라엘 정착촌의 카티프 블록 내에 팔레스타인 영토로 존재했다. 팔레스타인 중앙통계국에 따르면 알마와시의 인구는 2006년 중반 기준 1,409명이다.